# نوكيا 9000 كوميونيكيتور

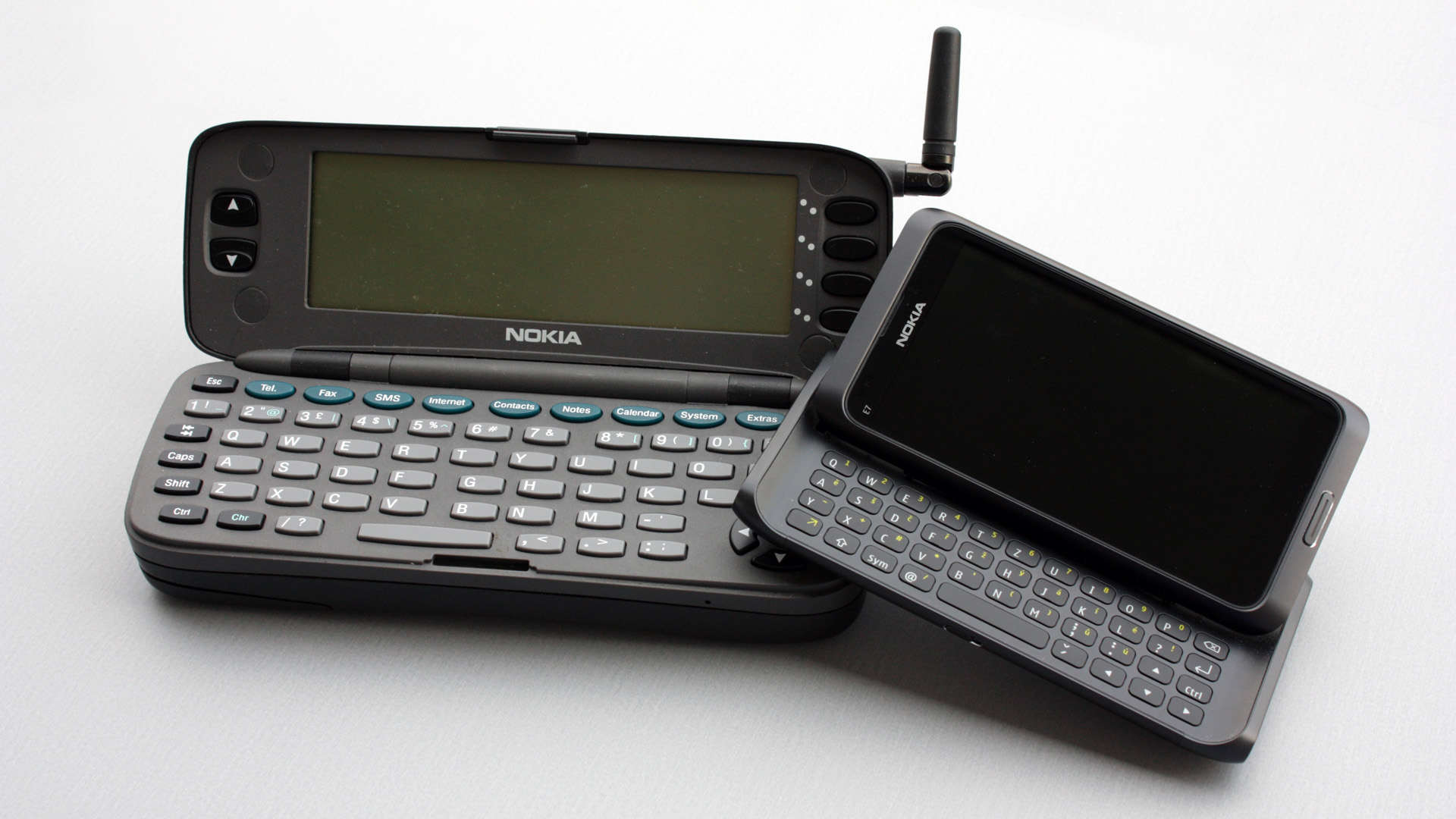
نوكيا 9000 كوميونيكيتور (يسار) بجانب نوكيا E7.

نوكيا 9000 كوميونيكيتور هو أحد أجهزة نوكيا، شركة الهواتف والتقنية النقالة. يأتي هذا الجهاز مع شاشة نوعها 640 * 200 ذو لون واحد (مونوكروم). تم إصدار هذا الجهاز في 1996. أما بالنسبة لوضعية إنتاجه الحالية فلم يعد يتم إنتاجه. تقنيته/تردده هي النظام العالمي للإتصالات المتنقلة. جيل الجهاز هو DCT1. عامل الشكل (التصميم) للجهاز هو "صدفة المحار.
نوكيا 9000i كوميونيكيتور هو أحد أجهزة نوكيا، شركة الهواتف والتقنية النقالة. يأتي هذا الجهاز مع شاشة نوعها 640 * 200 ذو لون واحد (مونوكروم). تم إصدار هذا الجهاز في 1997. أما بالنسبة لوضعية إنتاجه الحالية فلم يعد يتم إنتاجه. تقنيته/تردده هي النظام العالمي للإتصالات المتنقلة. جيل الجهاز هو DCT1. عامل الشكل (التصميم) للجهاز هو "صدفة المحار.